# Continentale lithosfeer

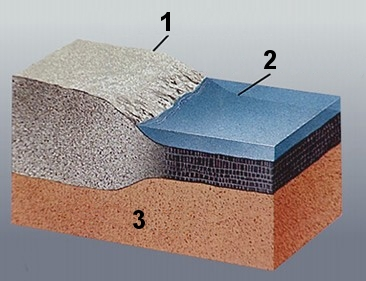
Doorsnede van de aardkorst:
1 - continentale lithosfeer;
2 - oceanische lithosfeer met oceaan erboven;
3 - asthenosfeer.

De continentale lithosfeer is het type lithosfeer onder continenten en het continentale plat. Continentale lithosfeer is duidelijk dikker en minder zwaar dan oceanische lithosfeer. Veel Tektonische platen bestaan uit zowel continentale als oceanische delen.
Een scheikundige benaming voor continentale lithosfeer is "sial", afgeleid van de elementen silicium en aluminium, waarin continentale lithosfeer relatief verrijkt is.
Continentale lithosfeer is dikker, heeft een lagere dichtheid en is gemiddeld veel ouder dan oceanische lithosfeer. Volgens de theorie van platentektoniek heeft dit met elkaar te maken: door de lagere dichtheid drijft continentale lithosfeer makkelijker op de asthenosfeer en zal het niet snel subduceren. Omdat het niet snel subduceert wordt continentale lithosfeer niet snel vernietigd, waardoor sommige stukken continentale lithosfeer veel ouder zijn dan de oudst bekende oceanische lithosfeer.
Als continentale lithosfeer bij een subductiezone aankomt kunnen er twee dingen gebeuren:
- Als de plaat onder oceanische lithosfeer subduceert zal de subductierichting omdraaien.
- Als de plaat onder continentale lithosfeer subduceert vindt continentale collisie plaats.

Er zijn verschillende boringen gedaan in de continentale lithosfeer, waarvan het superdiep boorgat van Kola (in het Baltisch schild) het diepst wist door te dringen met 12 kilometer; ongeveer een derde van de vermoedelijke dikte van 35 kilometer aldaar.